# شوفار

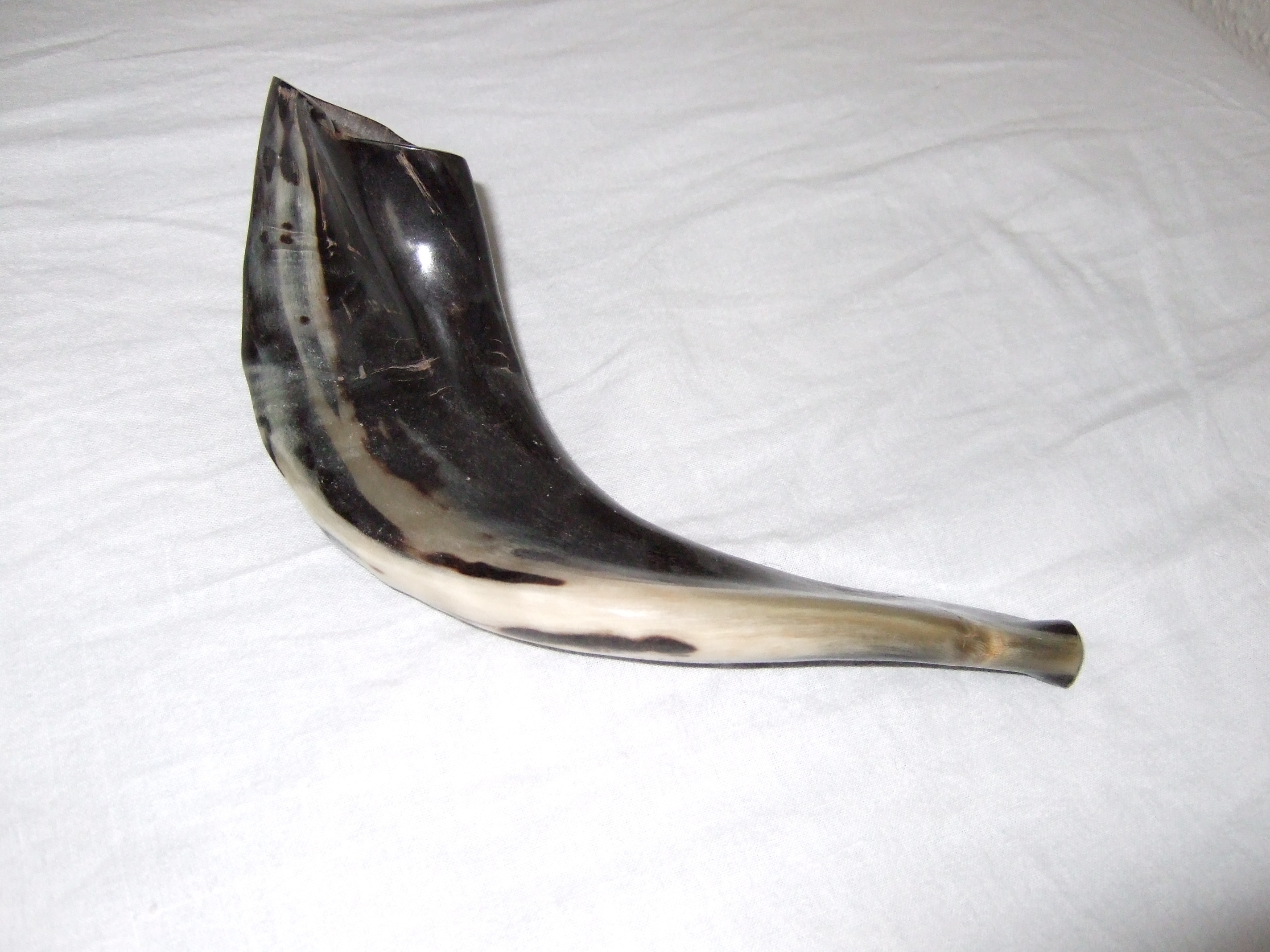
شوفار صغير

الشوفار هو أحد الأدوات الطقسية التي يحتفظ بها في المعبد اليهودي. وهو قرن كبش، يُنفخ فيه في صلاة الصباح أثناء الشهر الذي يسبق عيد رأس السنة العبرية، وفي يوم العيد نفسه، وفي يوم الغفران. الشوفار لا يكون مزخرفا عادة، ولكن يمكن أن تٌنحت عليه بعض الرسومات، شريطة أن تظل الفوّهة كما هي. كما يستخدم لرصد الأجواء واقتراب الأغراب للمدينة 6
وقد استخدم «الشوفار» في البداية للنفخ فيه وقت الحرب لدعوة الناس للخروج للحرب، أو لإثارة خوف العدو. ويستخدمه المراقب كي يعلن عن خطر قريب. وقد استمعوا لصوت «الشوفار» في مشهد جبل سيناء.
ومن الضروري أن يستمع اليهودي في رأس السنة لتسع نفخات، لكنهم ينفخون ثلاثين نفخة منعًا للشك، أما في المعبد فينفخون مائة مرة. وترى «القبالاه» أن «الشوفار» يبلبل الشيطان ويوقف مؤمراته ضد اليهود.